# Rasa de Sant Miquel
La Rasa de Sant Miquel és un torrent que aboca les seves aigües al Cardener per la seva riba dreta enfront del Molí de Canet a 468 msnm. El curs del torrent transcorre pels termes municipals de Riner (neix a l'est de Santa Susanna) i de Clariana de Cardener, al Solsonès.

## Municipis per on passa
Des del seu naixement, la 'Rasa de Sant Miquel passa successivament pels següents termes municipals.
|                                                     | Longitud (en m.) | % del recorregut |
| --------------------------------------------------- | ---------------- | ---------------- |
| Per l'interior del municipi de Riner                | 657              | 67,66%           |
| Per l'interior del municipi de Clariana de Cardener | 314              | 32,34%           |

## Xarxa hidrogràfica
La xarxa hidrogràfica de la Rasa de Sant Miquel està integrada per 2 cursos fluvials que sumen una longitud total de 1.441 m.